# Втеча Коджона в російську місію
37°34′4″ пн. ш. 126°58′18″ сх. д. / 37.56778° пн. ш. 126.97167° сх. д.

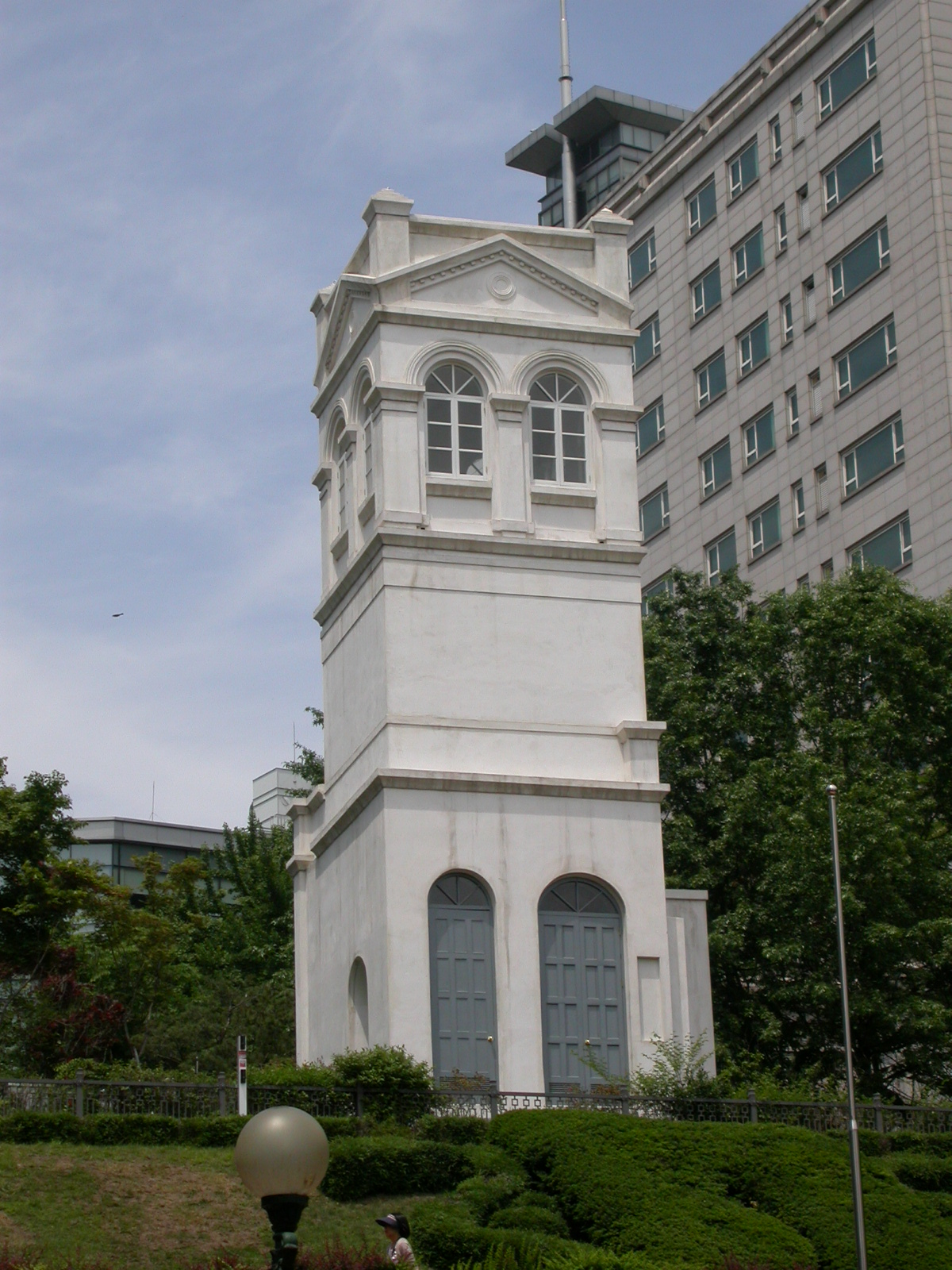
Уціліла частина будівлі Російської дипломатичної місії в Сеулі

Втеча короля Коджона в російську місію (кор. 아관파천 (俄館播遷)) пов'язано з подією Корейської історії кінця XIX століття. Король Коджон знайшов притулок у дипломатичній місії Російської імперії, таємно покинувши палац Кьонбоккун, і звідти керував країною з 11 лютого 1896 по 20 лютого 1897. Разом з ним перебував принц Сунджон. Втеча був підготовлена його проросійськи налаштованим прихильником Лі Бомджіном, консулом Карлом Івановичем Вебером та іншими. 

## Передісторія
Подією, що передувала втечі, стало вбивство королеви Мін японцями під командуванням Міури Горо. Це і загроза державного перевороту зменшило симпатії населення держави Чосон до прихильників Японії та збільшило підтримку консерваторів-прихильників королеви. Члени уряду були вбиті або втекли. 
Після втечі короля в російську місію Росія та західні країни отримали концесії. Посилення впливу Росії викликало в Кореї невдоволення і це змусило короля більш ніж через рік після втечі повернутися в Токсугун. 

## Архітектура будівлі місії
Будівля російської місії була побудована в неоренесансному стилі за проектом  А.Ф. Середина-Сабатіні в 1888. Вона стала першою будівлею європейського типу в Кореї. Після бомбардувань під час Корейської війни вціліла лише одна триповерхова вежа. 